# بخش مرکزی شهرستان زاوه
بخش مرکزی شهرستان زاوه بخشی در شهرستان زاوه استان خراسان رضوی ایران است. بر پایه سرشماری عمومی نفوس و مسکن در سال ۱۳۹۰ جمعیت این بخش ۴۰٬۷۰۱ نفر (در ۱۱٬۳۸۰ خانوار) بوده‌است.

## تقسیمات کشوری
- بخش مرکزی شهرستان زاوه
  - دهستان زاوه
  - دهستان صفائیه

شهرها: دولت‌آباد